# Tetraidrogallato di litio
Il tetraidrogallato di litio o litio gallio idruro è il composto inorganico di formula LiGaH4. I primi a prepararlo sono stati Finholt, Bond e Schlesinger nel 1947.

## Sintesi
Il tetraidrogallato di litio viene sintetizzato per reazione tra un eccesso di finissima polvere di idruro di litio e una soluzione di tricloruro di gallio in etere:
GaCl3 + 4 LiH → LiGaH4 + 3 LiCl
I reagenti vengono fatti reagire a -80 °C e poi si lascia che la soluzione torni a temperatura ambiente. In seguito si sono ottenute rese maggiori (80-95%) e reazioni più veloci utilizzando tribromuro di gallio invece del tricloruro.

## Proprietà
Il tetraidrogallato di litio è facilmente solubile in dietil etere con il quale sembra formare un complesso tanto stabile da rendere difficile la rimozione del solvente. Le soluzioni di LiGaH4 in etere sono stabili indefinitamente se sigillate in contenitori di vetro a 0 °C. Il tetraidrogallato di litio è anche solubile in tetraidrofurano e diglima.
Il litio gallio idruro si decompone lentamente a temperatura ambiente e rapidamente a 70 °C per dare idruro di litio, idrogeno e gallio metallico. La decomposizione è autocatalizzata dalle piccole particelle di gallio metallico che si formano.

## Reattività
In generale è possibile affermare che il litio gallio idruro presenta una reattività simile a quella del litio alluminio idruro ma rispetto a quest'ultimo è meno stabile. In effetti i legami gallio-idrogeno sono soggetti a idrolisi, ragion per cui viene solitamente sintetizzato in assenza di aria.
Il litio gallio idruro reagisce violentemente e quantitativamente con acqua liberando 4 moli di idrogeno. In generale, il litio gallio idruro reagisce con solventi protici. 
Le soluzioni di LiGaH4 in etere sono fortemente riducenti ma meno del LiBH4 e del LiAlH4. In presenza di ammine primarie e secondarie, il litio gallio idruro si decompone e libera idrogeno. Il LiGaH4 riduce l'acetammide e l'acetonitrile a etilammina. Gli acidi alifatici, le aldeidi e i chetoni, invece, vengono ridotti ai corrispondenti alcoli. Il litio gallio idruro non riduce nitrili, aldeidi, chetoni e esteri aromatici.

## Utilizzi
Il litio gallio idruro viene spesso utilizzato per preparare altri idrogenuri complessi del gallo. Alcuni esempi riportati in letteratura sono:
TlCl3 + 3 LiGaH4 → Tl(GaH4)3 + 3 LiCl
AgClO4 + LiGaH4 → AgGaH4 + LiClO4
Entrambe le reazioni sono effettuate in etere, la prima ad una temperatura di -115 °C, la seconda a -100 °C. Il tallio gallio idruro può essere isolato e appare come un solido bianco che si decompone a temperature maggiori di -90 °C. L'argento gallio idruro si deposita come un solido arancio-rosso insolubile in etere e si decompone rapidamente in soluzione di etere a -75 °C.
Le reazioni tra litio gallio idruro e idruro di sodio o idruro di potassio permettono di sintetizzare rispettivamente l tetraidrogallato di sodio e il tetraidrogallato di potassio, i quali sono molto più stabili del sale di litio. Entrambi hanno l'aspetto di polveri bianche cristalline e conservati in assenza di aria e umidità risultano stabili per più di un anno. L'NaGaH4 si decompone in atmosfera di argon a 165 °C, mentre il KGaH4 si decompone a circa 230 °C. Dymova e Dergachev hanno effettuato la sintesi di KGaH4, RbGaH4 e CsGaH4 riscaldando miscele di ciascun metallo alcalino con gallio (in rapporto 1:1) in presenza di idrogeno gassoso a 160-300 atm. I tetraidrogallati di potassio, rubidio e cesio appaiono come polveri di colore viola, giallo e verde rispettivamente.
La reazione tra monoclorogallano (H2ClGa) e litio gallio idruro viene utilizzata per la sintesi del digallano.